# Мекард
Обернений Мекард (кор. 터닝메카드), в Сполучених Штатах випущено як Мекард, зроблено в стилі Аніме в Південній Кореї анімаційні телевізійні серії які є частиною лінії іграшок і медіа-франшиза яка має однакову назву випущено компанією іграшок Сонконґ завдяки Хейрок. Серії випущені Хейрок завдяки Хейвон Ентертаймент, і анімоване завдяки Папріка Ентертаймент і Продакшн Рейв. Опенінг в США «Мекардімале Вперед»
Опенінг в Канаді та Південній Кореї «Флай Хай» з англ. це «Взілтай Високо».

## Серії Мекард
| Номер | Назва                      | Дата показу у США | Дата показу на ПлюсПлюс |
| ----- | -------------------------- | ----------------- | ----------------------- |
| 1     | Нова Дитина! Нова Таємниця | 26 січня 2018     | 18 березня 2019         |

## Серії Оберненого Мекард
| Номер | Назва                          | Дата показу у Канаді |
| ----- | ------------------------------ | -------------------- |
| 1     | Таємнича Нова Дитина!          | 28 травня 2017       |
| 2     | Гість з Іншого Світу!          | 4 червня 2017        |
| 3     | Блу-Ленд проти Ред-Холл!       | 11 червня 2017       |
| 4     | Повернути Мого Партнера Назад! | 15 червня 2017       |